# Eczemothea putulifera
Eczemothea putulifera is een keversoort uit de familie boktorren (Cerambycidae). De wetenschappelijke naam van de soort is voor het eerst geldig gepubliceerd in 1926 door Schwarz.